# 커핀그루나루
커핀그루나루(Coffine Gurunaru)는 대한민국의 커피 전문점이다. 2007년 12월에 석촌호수 근처에 1호점을 오픈했다. 다른 브랜드와는 다르게 커피와 더불어 와인까지 판매하고 있다. 가장 대표적인 메뉴는 제주사랑한라봉쥬스, 허니버터브레드 오리진, 아이스 아메리카노 등이 있다. 제주사랑한라봉쥬스는 출시 이후 1년 반 만에 단품으로 30억 원을 돌파하는 인기를 보여줬다. 커핀(coffine)은 커피(coffee)와 와인(wine)의 약어다. ‘그루나루(gurunaru)’는 나무 한그루, 강나무의 쉼터, 여유를 즐길 수 있는 편안한 공간을 뜻한다. 인테리어는 상류층, 귀족들의 색으로 각광받고 있는 보라색을 사용해 고급스러움을 강조했다.

## 연혁

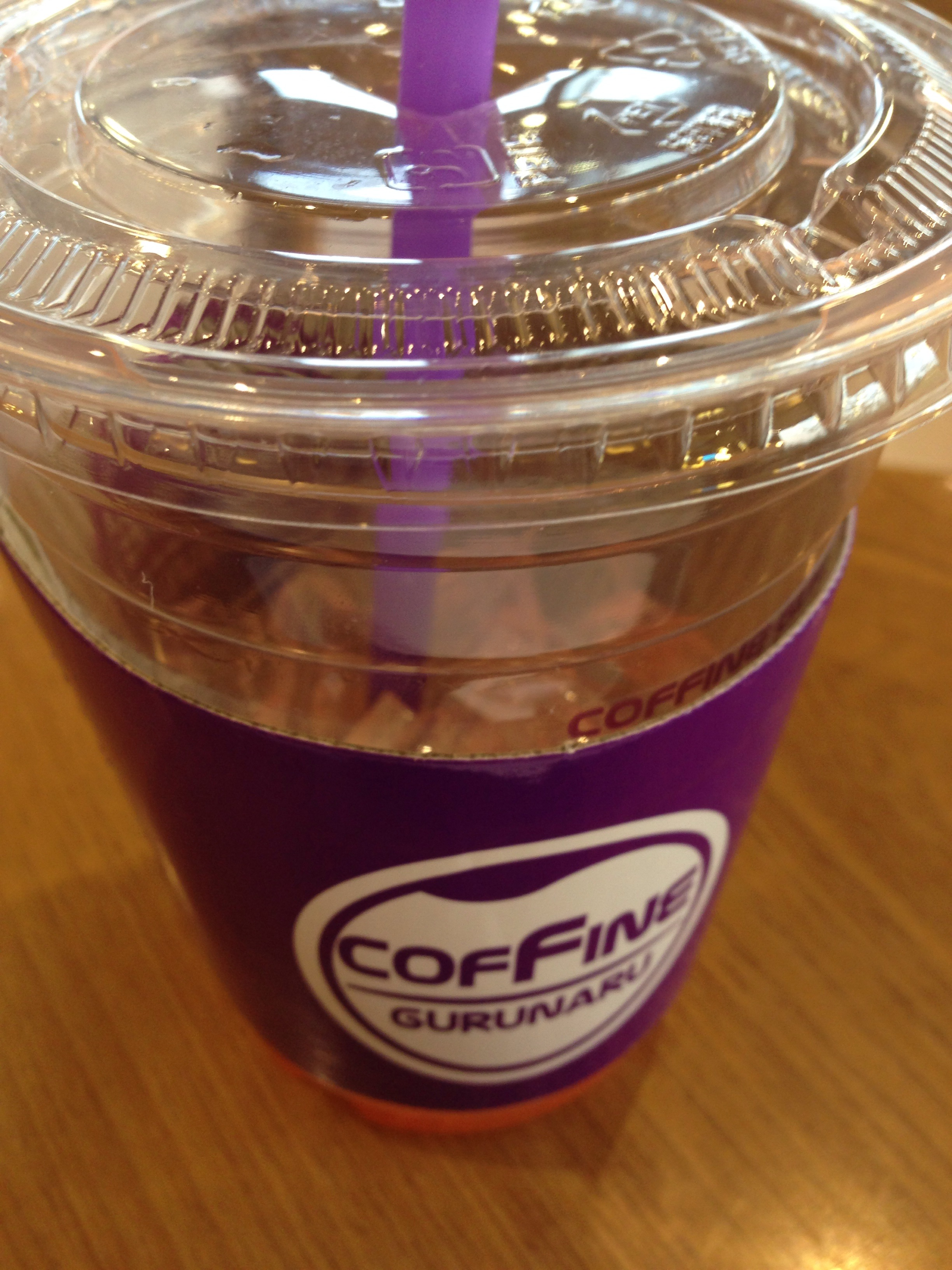
자몽쥬스

- 2007년 8월: 커핀그루나루 법인설립
- 2007년 12월: 석촌호수점 커핀그루나루 1호 오픈
- 2009년 10월: 본사사옥 완공 이전(방이동)
- 2009년 11월: 커핀그루나루 가맹사업시작
- 2010년 7월: 여성사업자가 선정한 품질만족대상 수상
- 2010년 8월 :커핀그루나루 교육 아카데미 설립
- 2010년 11월: 백석문화대학 외 산학협력체결
- 2010년 12월: 벤처, 이노비즈 기업 인증 획득
- 2012년 12월: 대한민국 지식경영인 대상 수상
- 2013년 10월: 멕시코 1호점 오픈
- 2014년 4월: 말레이시아 오픈 확정

## 매장 지역
- 올림픽홀점: 서울특별시 송파구 올림픽로 424
- 응암점: 서울특별시 은평구 응암로22길 29-1, 2,3층
- 성동문화원점: 서울특별시 성동구 왕십리로 275-1
- 북천안DT점: 충청남도 천안시 서북구 신당새터2길 20

## 해외 진출
커핀그루나루는 대한민국 커피 업계 최초로 멕시코 시장에 진출했다. 멕시코의 명동거리라고 할 수 있는 '소나로사'에 1호점을 오픈했다. 커핀그루나루는 대표 메뉴인 ′허니버터브레드′를 필두로 국내 메뉴와 현지인에 맞는 메뉴를 개발해 말레이시아 시장을 공략할 계획이다. 또한 멕시코 시장 이외에 말레이시아 시장에 진출할 것이다. 마스터프랜차이즈 방식으로 말레이시아 쿠알라룸푸르 주요 쇼핑몰에 입점 등 총 3곳에 매장을 직영으로 오픈할 예정이다.